# Puchar Anglii w piłce nożnej (2018/2019)
Puchar Anglii w piłce nożnej (2018/2019) – 138. edycja turnieju, organizowana przez The Football Association. Zawody rozpoczęły się 11 sierpnia 2018 roku, a zakończyły się 18 maja 2019 roku. Finał odbył się pomiędzy drużynami Manchesteru City i Watford FC na stadionie Wembley w Londynie, zakończony wynikiem 6:0. Zwycięzca turnieju zapewnia sobie udział w rozgrywkach Ligi Europy, lecz ze względu na to, że zespół Manchesteru City zajął miejsce premiowane grą w Lidze Mistrzów, udział w Lidze Europy przypadło 7 drużynie tabeli Premier League, Wolverhampton Wanderers.
Obrońcą tytułu z sezonu 2017/2018 jest drużyna Chelsea FC.
Prawa do transmisji telewizyjnej w Wielkiej Brytanii mają dwie stacje – BT Sport oraz BBC. W Polsce rozgrywki transmitowane są przez Eleven Sports.

## Kwalifikacje
Kwalifikacje do głównego turnieju zaczynają zespoły biorące udział w niższych poziomach rozgrywkowych (od 5 do 10 poziomu). Są podzielone na 2 rundy wstępne oraz na 4 rundy kwalifikacyjne, rozgrywane od 11 sierpnia 2018, do 20 października 2018. Ostatecznie w głównym turnieju mogą wziąć udział 32 drużyny, które przeszły etap kwalifikacji.
| Runda                                            | Główna data spotkań  | Liczba spotkań |
| ------------------------------------------------ | -------------------- | -------------- |
| 1 runda wstępna (Extra Preliminary Round)        | 11 sierpnia 2018     | 184            |
| 2 runda wstępna (Preliminary Round)              | 25 sierpnia 2018     | 160            |
| 1 runda kwalifikacyjna (First Qualifying Round)  | 8 września 2018      | 116            |
| 2 runda kwalifikacyjna (Second Qualifying Round) | 22 września 2018     | 80             |
| 3 runda kwalifikacyjna (Third Qualifying Round)  | 6 października 2018  | 40             |
| 4 runda kwalifikacyjna (Fourth Qualifying Round) | 20 października 2018 | 32             |

Źródło: thefa.com/

## Uczestnicy
| Runda          | Liczba uczestników | Zespoły grające w rundzie | Zwycięzcy poprzednich rund | Dołączający uczestnicy | Ligi dołączające do rozgrywek                        |
| -------------- | ------------------ | ------------------------- | -------------------------- | ---------------------- | ---------------------------------------------------- |
| Pierwsza runda | 124                | 80                        | 32                         | 48                     | 24 drużyny EFL League One 24 drużyny EFL League Two  |
| Druga runda    | 84                 | 40                        | 40                         | –                      | –                                                    |
| Trzecia runda  | 64                 | 64                        | 20                         | 44                     | 20 drużyn Premier League 24 drużyny EFL Championship |
| Czwarta runda  | 32                 | 32                        | 32                         | –                      | –                                                    |
| Piąta runda    | 16                 | 16                        | 16                         | –                      | –                                                    |
| Ćwierćfinały   | 8                  | 8                         | 8                          | –                      | –                                                    |
| Półfinały      | 4                  | 4                         | 4                          | –                      | –                                                    |
| Finał          | 2                  | 2                         | 2                          | –                      | –                                                    |

## Turniej główny

### Pierwsza runda
Losowanie par pierwszej rundy odbyło się 22 października 2018.
Ten etap rozpoczynają drużyny, które przeszły kwalifikacje oraz wszystkie zespoły z League One i League Two.
Mecze odbyły się w dniach 10–12 listopada 2018, a rewanże 20 i 21 listopada 2018.

### Druga runda
Losowanie par drugiej rundy odbyło się 12 listopada 2018.
Mecze odbyły się w dniach 30 listopada – 3 grudnia 2018, a rewanże 11 – 18 grudnia 2018.
| Data              | Gospodarze              | Wynik        | Goście                  | Uwagi  |
| ----------------- | ----------------------- | ------------ | ----------------------- | ------ |
| 30 listopada 2018 | Solihull Moors (5)      | 0-0          | Blackpool (3)           |        |
| 18 grudnia 2018   | Blackpool (3)           | 3-2 (dogr.)  | Solihull Moors (5)      | rewanż |
| 1 grudnia 2018    | F.C. Halifax Town (5)   | 1-3          | AFC Wimbledon (3)       |        |
| 1 grudnia 2018    | Southend United (3)     | 2-4          | Barnsley (3)            |        |
| 1 grudnia 2018    | Peterborough United (3) | 2-2          | Bradford City (3)       |        |
| 11 grudnia 2018   | Bradford City (3)       | 4-4 (k. 2-3) | Peterborough United (3) | rewanż |
| 1 grudnia 2018    | Maidstone United (5)    | 0-2          | Oldham Athletic (4)     |        |
| 1 grudnia 2018    | Lincoln City (4)        | 2-0          | Carlisle United (4)     |        |
| 1 grudnia 2018    | Plymouth Argyle (3)     | 1-2          | Oxford United (3)       |        |
| 1 grudnia 2018    | Walsall (3)             | 1-1          | Sunderland (3)          |        |
| 11 grudnia 2018   | Sunderland (3)          | 0-1          | Walsall (3)             | rewanż |
| 1 grudnia 2018    | Accrington Stanley (3)  | 3-1          | Cheltenham Town (4)     |        |
| 1 grudnia 2018    | Charlton Athletic (3)   | 0-2          | Doncaster Rovers (3)    |        |
| 1 grudnia 2018    | Wrexham (5)             | 0-0          | Newport County (4)      |        |
| 11 grudnia 2018   | Newport County (4)      | 4-0          | Wrexham (5)             | rewanż |
| 2 grudnia 2018    | Bury (4)                | 0-1          | Luton Town (3)          |        |
| 2 grudnia 2018    | Tranmere Rovers (4)     | 1-1          | Southport (6)           |        |
| 17 grudnia 2018   | Southport (6)           | 0-2          | Tranmere Rovers (4)     | rewanż |
| 2 grudnia 2018    | Shrewsbury Town (3)     | 1-0          | Scunthorpe United (3)   |        |
| 2 grudnia 2018    | Chesterfield (5)        | 0-2          | Grimsby Town (4)        |        |
| 2 grudnia 2018    | Swindon Town (4)        | 0-1          | Woking (6)              |        |
| 2 grudnia 2018    | Barnet (5)              | 1-0          | Stockport County (6)    |        |
| 2 grudnia 2018    | Rochdale (3)            | 0-1          | Portsmouth (3)          |        |
| 2 grudnia 2018    | Slough Town (6)         | 0-1          | Gillingham (3)          |        |
| 3 grudnia 2018    | Guiseley (6)            | 1-2          | Fleetwood Town (3)      |        |

- Źródło: thefa.com/
- W nawiasach podany poziom rozgrywek, w których występuje dana drużyna.

### Trzecia runda
Losowanie par trzeciej rundy odbyło się 3 grudnia 2018.
Od tej rundy udział w rozgrywkach rozpoczynają 24 drużyny z Championship i 20 drużyn z Premier League.
Mecze odbyły się w dniach 4–7 stycznia 2019, a rewanże 15 i 16 stycznia 2019.
| Data             | Gospodarze                  | Wynik       | Goście                     | Uwagi  |
| ---------------- | --------------------------- | ----------- | -------------------------- | ------ |
| 4 stycznia 2019  | Tranmere Rovers (4)         | 0-7         | Tottenham Hotspur (1)      |        |
| 5 stycznia 2019  | Sheffield Wednesday (2)     | 0-0         | Luton Town (3)             |        |
| 15 stycznia 2019 | Luton Town (3)              | 0-1         | Sheffield Wednesday (2)    | rewanż |
| 5 stycznia 2019  | Manchester United (1)       | 2-0         | Reading (2)                |        |
| 5 stycznia 2019  | Shrewsbury Town (3)         | 1-1         | Stoke City (2)             |        |
| 15 stycznia 2019 | Stoke City (2)              | 2-3         | Shrewsbury Town (3)        | rewanż |
| 5 stycznia 2019  | Bournemouth (1)             | 1-3         | Brighton & Hove Albion (1) |        |
| 5 stycznia 2019  | West Ham United (1)         | 2-0         | Birmingham City (2)        |        |
| 5 stycznia 2019  | Burnley (1)                 | 1-0         | Barnsley (3)               |        |
| 5 stycznia 2019  | West Bromwich Albion (2)    | 1-0         | Wigan Athletic (2)         |        |
| 5 stycznia 2019  | Bolton Wanderers (2)        | 5-2         | Walsall (3)                |        |
| 5 stycznia 2019  | Gillingham (3)              | 1-0         | Cardiff City (1)           |        |
| 5 stycznia 2019  | Brentford (2)               | 1-0         | Oxford United (3)          |        |
| 5 stycznia 2019  | Everton (1)                 | 2-1         | Lincoln City (4)           |        |
| 5 stycznia 2019  | Chelsea (1)                 | 2-0         | Nottingham Forest (2)      |        |
| 5 stycznia 2019  | Derby County (2)            | 2-2         | Southampton (1)            |        |
| 16 stycznia 2019 | Southampton (1)             | 2-2 (k.3-5) | Derby County (2)           | rewanż |
| 5 stycznia 2019  | Accrington Stanley (3)      | 1-0         | Ipswich Town (2)           |        |
| 5 stycznia 2019  | Fleetwood Town (3)          | 2-3         | AFC Wimbledon (3)          |        |
| 5 stycznia 2019  | Middlesbrough (2)           | 5-0         | Peterborough United (3)    |        |
| 5 stycznia 2019  | Aston Villa (2)             | 0-3         | Swansea City (2)           |        |
| 5 stycznia 2019  | Newcastle United (1)        | 1-1         | Blackburn Rovers (2)       |        |
| 15 stycznia 2019 | Blackburn Rovers (2)        | 2-4 (dogr.) | Newcastle United (1)       | rewanż |
| 5 stycznia 2019  | Crystal Palace (1)          | 1-0         | Grimsby Town (4)           |        |
| 5 stycznia 2019  | Bristol City (2)            | 1-0         | Huddersfield Town (1)      |        |
| 5 stycznia 2019  | Blackpool (3)               | 0-3         | Arsenal (1)                |        |
| 5 stycznia 2019  | Norwich City (2)            | 0-1         | Portsmouth (3)             |        |
| 6 stycznia 2019  | Millwall (2)                | 2-1         | Hull City (2)              |        |
| 6 stycznia 2019  | Preston North End (2)       | 1-3         | Doncaster Rovers (3)       |        |
| 6 stycznia 2019  | Fulham (1)                  | 1-2         | Oldham Athletic (4)        |        |
| 6 stycznia 2019  | Manchester City (1)         | 7-0         | Rotherham United (2)       |        |
| 6 stycznia 2019  | Woking (6)                  | 0-2         | Watford (1)                |        |
| 6 stycznia 2019  | Queens Park Rangers (2)     | 2-1         | Leeds United (2)           |        |
| 6 stycznia 2019  | Sheffield United (2)        | 0-1         | Barnet (5)                 |        |
| 6 stycznia 2019  | Newport County (4)          | 2-1         | Leicester City (1)         |        |
| 7 stycznia 2019  | Wolverhampton Wanderers (1) | 2-1         | Liverpool (1)              |        |

- Źródło: thefa.com/
- W nawiasach podany poziom rozgrywek, w których występuje dana drużyna.

### Czwarta runda
Losowanie par czwartej rundy odbyło się 7 stycznia 2019.
Mecze odbyły się w dniach 25–28 stycznia 2019, a rewanże 5 i 6 lutego 2019.
| Data             | Gospodarze                  | Wynik | Goście                      | Miejsce spotkania          | Widzów | Uwagi  |
| ---------------- | --------------------------- | ----- | --------------------------- | -------------------------- | ------ | ------ |
| 25 stycznia 2019 | Bristol City (2)            | 2-1   | Bolton Wanderers (2)        | Ashton Gate                | 13,747 |        |
| 25 stycznia 2019 | Arsenal (1)                 | 1-3   | Manchester United (1)       | Emirates Stadium           | 59,571 |        |
| 26 stycznia 2019 | Accrington Stanley (3)      | 0-1   | Derby County (2)            | Crown Ground               | 5,397  |        |
| 26 stycznia 2019 | Manchester City (1)         | 5-0   | Burnley (1)                 | City of Manchester Stadium | 50,121 |        |
| 26 stycznia 2019 | Newcastle United (1)        | 0-2   | Watford (1)                 | St James’ Park             | 34,604 |        |
| 26 stycznia 2019 | Brighton & Hove Albion (1)  | 0-0   | West Bromwich Albion (2)    | Falmer Stadium             | 20,001 |        |
| 6 lutego 2019    | West Bromwich Albion (2)    | 1-3   | Brighton & Hove Albion (1)  | The Hawthorns              | 8,645  | rewanż |
| 26 stycznia 2019 | Swansea City (2)            | 4-1   | Gillingham (3)              | Liberty Stadium            | 15,080 |        |
| 26 stycznia 2019 | Middlesbrough (2)           | 1-1   | Newport County (4)          | Riverside Stadium          | 15,794 |        |
| 5 lutego 2019    | Newport County (4)          | 2-0   | Middlesbrough (2)           | Rodney Parade              | 6,552  | rewanż |
| 26 stycznia 2019 | Shrewsbury Town (3)         | 2-2   | Wolverhampton Wanderers (1) | New Meadow                 | 9,503  |        |
| 5 lutego 2019    | Wolverhampton Wanderers (1) | 3-2   | Shrewsbury Town (3)         | Molineux Stadium           | 28,844 | rewanż |
| 26 stycznia 2019 | Portsmouth (3)              | 1-1   | Queens Park Rangers (2)     | Fratton Park               | 19,378 |        |
| 5 lutego 2019    | Queens Park Rangers (2)     | 2-0   | Portsmouth (3)              | Loftus Road                | 13,115 | rewanż |
| 26 stycznia 2019 | Doncaster Rovers (3)        | 2-1   | Oldham Athletic (4)         | Keepmoat Stadium           | 11,260 |        |
| 26 stycznia 2019 | Millwall (2)                | 3-2   | Everton (1)                 | The Den                    | 16,354 |        |
| 26 stycznia 2019 | AFC Wimbledon (3)           | 4-2   | West Ham United (1)         | Kingsmeadow                | 4,777  |        |
| 27 stycznia 2019 | Crystal Palace (1)          | 2-0   | Tottenham Hotspur (1)       | Selhurst Park              | 19,491 |        |
| 27 stycznia 2019 | Chelsea (1)                 | 3-0   | Sheffield Wednesday (2)     | Stamford Bridge            | 37,433 |        |
| 28 stycznia 2019 | Barnet (5)                  | 3-3   | Brentford (2)               | The Hive Stadium           | 6,215  |        |
| 5 lutego 2019    | Brentford (2)               | 3-1   | Barnet (5)                  | Griffin Park               | 6,954  | rewanż |

- Źródło: thefa.com/
- W nawiasach podany poziom rozgrywek, w których występuje dana drużyna.

### Piąta runda
Losowanie par piątej rundy odbyło się 28 stycznia 2019.
Od tej edycji rozgrywek, od piątej rundy zamiast rozgrywania dodatkowego spotkania w przypadku remisu, zarządzana jest dogrywka. Jeśli ta nie wyłoni zwycięzcy, spotkanie rozstrzyga konkurs rzutów karnych.
Mecze odbyły się w dniach 15–18 lutego 2019.
| Data           | Gospodarze                 | Wynik | Goście                      | Miejsce spotkania | Widzów |
| -------------- | -------------------------- | ----- | --------------------------- | ----------------- | ------ |
| 15 lutego 2019 | Queens Park Rangers (2)    | 0-1   | Watford (1)                 | Loftus Road       | 17,212 |
| 16 lutego 2019 | Brighton & Hove Albion (1) | 2-1   | Derby County (2)            | Falmer Stadium    | 24,562 |
| 16 lutego 2019 | AFC Wimbledon (3)          | 0-1   | Millwall (2)                | Kingsmeadow       | 4,795  |
| 16 lutego 2019 | Newport County (4)         | 1-4   | Manchester City (1)         | Rodney Parade     | 9,680  |
| 17 lutego 2019 | Bristol City (2)           | 0-1   | Wolverhampton Wanderers (1) | Ashton Gate       | 24,394 |
| 17 lutego 2019 | Doncaster Rovers (3)       | 0-2   | Crystal Palace (1)          | Keepmoat Stadium  | 14,010 |
| 17 lutego 2019 | Swansea City (2)           | 4-1   | Brentford (2)               | Liberty Stadium   | 11,261 |
| 18 lutego 2019 | Chelsea (1)                | 0-2   | Manchester United (1)       | Stamford Bridge   | 40,562 |

- Źródło: thefa.com/
- W nawiasach podany poziom rozgrywek, w których występuje dana drużyna.

### Ćwierćfinały
Losowanie par ćwierćfinałowych odbyło się 18 lutego 2019.
Mecze odbyły się w dniach 16 i 17 marca 2019.
| Data          | Gospodarze                  | Wynik        | Goście                     | Miejsce spotkania | Widzów |
| ------------- | --------------------------- | ------------ | -------------------------- | ----------------- | ------ |
| 16 marca 2019 | Watford (1)                 | 2-1          | Crystal Palace (1)         | Vicarage Road     | 18,104 |
| 16 marca 2019 | Swansea City (2)            | 2-3          | Manchester City (1)        | Liberty Stadium   | 19,783 |
| 16 marca 2019 | Wolverhampton Wanderers (1) | 2-1          | Manchester United (1)      | Molineux Stadium  | 31,004 |
| 17 marca 2019 | Millwall (2)                | 2-2 (k. 4-5) | Brighton & Hove Albion (1) | The Den           | 17,137 |

- Źródło: thefa.com/
- W nawiasach podany poziom rozgrywek, w których występuje dana drużyna.

### Półfinały

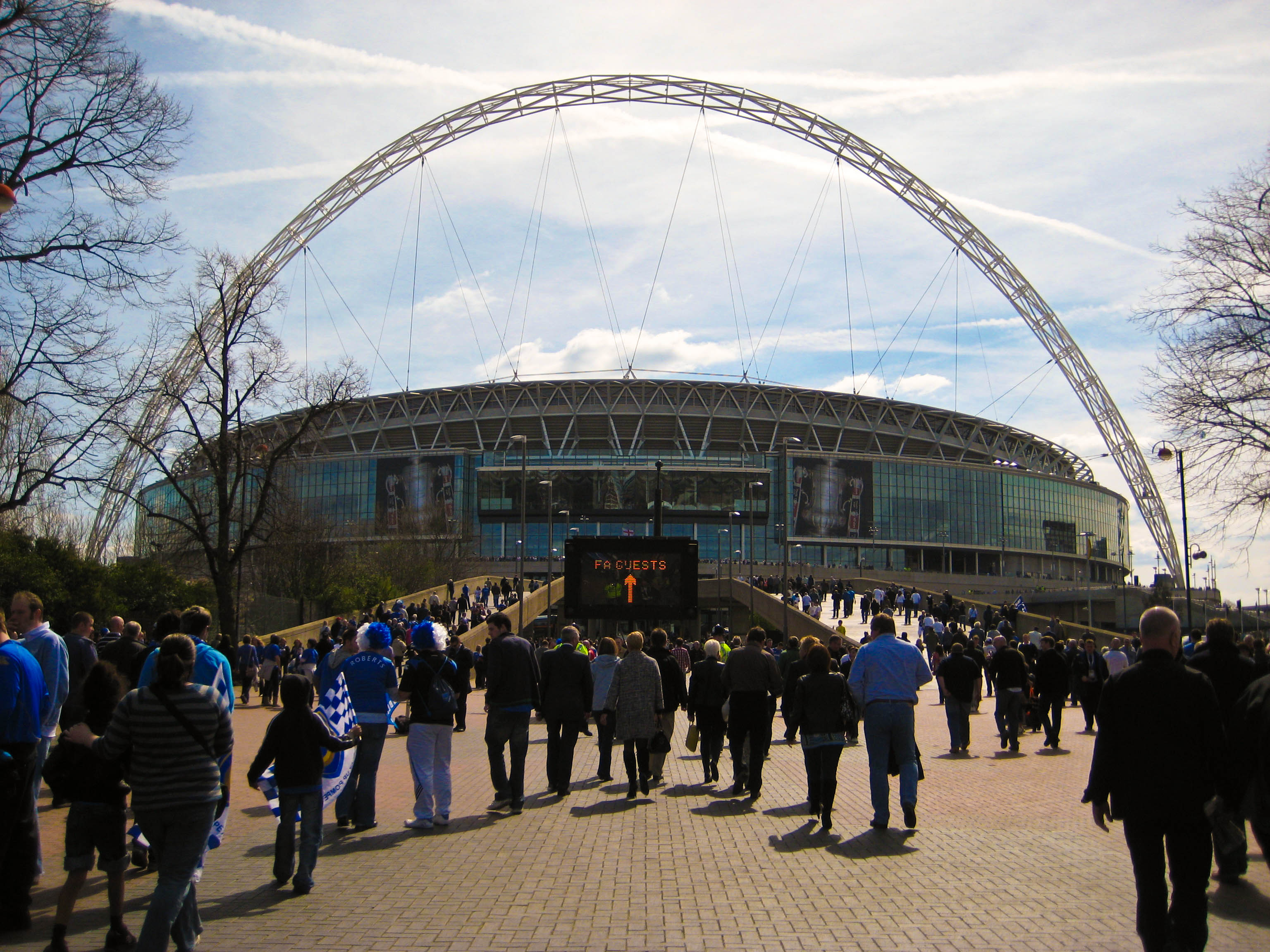
Stadion Wembley jest areną zmagań od półfinałów FA Cup.

Losowanie par półfinałów odbyło się 17 marca 2019. Od tej pory mecze rozgrywane są na stadionie Wembley w Londynie.
Mecze odbyły się w dniach 6 i 7 kwietnia 2019.
| Data            | Gospodarze          | Wynik       | Goście                      | Miejsce spotkania | Widzów |
| --------------- | ------------------- | ----------- | --------------------------- | ----------------- | ------ |
| 6 kwietnia 2019 | Manchester City (1) | 1-0         | Brighton & Hove Albion (1)  | Wembley Stadium   | 71,521 |
| 7 kwietnia 2019 | Watford (1)         | 3-2 (dogr.) | Wolverhampton Wanderers (1) | Wembley Stadium   | 80,092 |

- Źródło: thefa.com/
- W nawiasach podany poziom rozgrywek, w których występuje dana drużyna.

### Finał
| 18 maja 2019 18:00 CEST | Manchester City · David Silva 26' · Gabriel Jesus 38' 68' · Kevin De Bruyne 61' · Raheem Sterling 81' 87' | 6:0(2:0)Raport | Watford FC | Stadion Wembley, Londyn Widzów: 85,854 Sędzia: Kevin Friend |
|                         | |                |            |                                                             |

|               | 31 | Ederson             |  |     |
|               | 35 | Ołeksandr Zinczenko |  |     |
|               | 14 | Aymeric Laporte     |  |     |
|               | 4  | Vincent Kompany (c) |  |     |
|               | 2  | Kyle Walker         |  |     |
|               | 21 | David Silva         |  | 79' |
|               | 8  | İlkay Gündoğan      |  | 73' |
|               | 20 | Bernardo Silva      |  |     |
|               | 7  | Raheem Sterling     |  |     |
|               | 33 | Gabriel Jesus       |  |     |
|               | 26 | Riyad Mahrez        |  | 55' |
| Zmiany:       |    |                     |  |     |
|               | 13 | Sergio Aguero       |  |     |
|               | 22 | Danilo              |  |     |
|               | 6  | Kevin De Bruyne     |  | 55' |
|               | 16 | Arijanet Muric      |  |     |
|               | 21 | Nicolas Otamendi    |  |     |
|               | 24 | Leroy Sané          |  | 73' |
|               | 33 | John Stones         |  | 79' |
| Trener:       |    |                     |  |     |
| Pep Guardiola |    |                     |  |     |

|                      | 1  | Heurelho Gomes     |  |     |
|                      | 21 | Kiko               |  |     |
|                      | 6  | Adrian Mariappa    |  |     |
|                      | 15 | Craig Cathcart     |  |     |
|                      | 25 | Jose Holebas       |  |     |
|                      | 29 | Etienne Capoue     |  |     |
|                      | 16 | Abdoulaye Doucouré |  |     |
|                      | 19 | Will Hughes        |  | 73' |
|                      | 37 | Roberto Pereyra    |  | 66' |
|                      | 7  | Gerard Deulofeu    |  | 66' |
|                      | 9  | Troy Deeney        |  |     |
| Zmiany:              |    |                    |  |     |
|                      | 26 | Ben Foster         |  |     |
|                      | 8  | Tom Cleverley      |  | 73' |
|                      | 18 | Andre Gray         |  | 66' |
|                      | 2  | Daryl Janmaat      |  |     |
|                      | 27 | Christian Kabasele |  |     |
|                      | 11 | Adam Masina        |  |     |
|                      | 10 | Isaac Success      |  | 66' |
| Trener:              |    |                    |  |     |
| Javier Gracia Carlos |    |                    |  |     |

## Strzelcy
| Zawodnik            | Klub            | Liczba bramek | Liczba asyst |
| ------------------- | --------------- | ------------- | ------------ |
| Gabriel Jesus       | Manchester City | 5             | 3            |
| Padraig Amond       | Newport         | 5             | 1            |
| Matt Doherty        | Wolverhampton   | 4             | 3            |
| Paddy Madden        | Fleetwood       | 4             | 1            |
| Ivan Toney          | Peterborough    | 4             | 1            |
| Raúl Jiménez        | Wolverhampton   | 4             | 0            |
| Alfie May           | Doncaster       | 4             | 0            |
| Connor Jennings     | Tranmere        | 4             | 0            |
| Raheem Sterling     | Manchester City | 3             | 2            |
| Fejiri Okenabirhie  | Shrewsbury      | 3             | 2            |
| Herbie Kane         | Doncaster       | 3             | 2            |
| Josh Magennis       | Bolton          | 3             | 1            |
| Neal Maupay         | Brentford       | 3             | 1            |
| Bersant Celina      | Swansea         | 3             | 1            |
| Lyle Taylor         | Charlton        | 3             | 0            |
| Tom Denton          | Chesterfield    | 3             | 0            |
| Fernando Llorente   | Tottenham       | 3             | 0            |
| Nathan Redmond      | Southampton     | 3             | 0            |
| Kabongo Tshimanga   | Oxford City     | 3             | 0            |
| Phil Foden          | Manchester City | 3             | 0            |
| Cauley Woodrow      | Barnsley        | 3             | 0            |
| Shaquile Coulthirst | Barnet          | 3             | 0            |
| Adi Yussuf          | Solihull Moors  | 3             | 0            |
| Andy Cook           | Walsall         | 3             | 0            |
| John Marquis        | Doncaster       | 3             | 0            |